# Sigfrid Johnsson
John Sigfrid Johnsson, född 18 juni 1889 i Hammarlunda församling, Malmöhus län, död 16 december 1961 i Malmö S:t Petri församling, Malmöhus län, var en svensk tidningsman och författare.
Johnsson utgav 1906 Från scenen och var 1908–1910 redaktör för "Ridå: Sveriges teatertidning". Under pseudonymen "Fridtjuv Bjelke" utgav han  Halldor Skalds stora dag: gammalt spel i trenne handlingar (1917), Och Engelbrekt drog ut att söka sitt fädernesland (1917), Ur Fridtjov hin djärves saga (två volymer, 1917) och Skilfingar: ett spel i trenne handlingar (1919). 
Johnsson var under andra världskriget anställd på det tyska propagandaförlaget Dagens böcker i Malmö och utgav under pseudonymen "Gunnar Berg" Riksföreningen Sverige–Tyskland. Utveckling och målsättning. Föredrag vid RST:s första sommarting i Jönköping av verkställande ledamoten Gunnar Berg (1941).
Sigfrid Johnsson är begravd på Östra kyrkogården i Malmö.